# Callistethus eckhardti
Callistethus eckhardti är en skalbaggsart som beskrevs av Ohaus 1897. Callistethus eckhardti ingår i släktet Callistethus och familjen Rutelidae. Inga underarter finns listade.